# 默里·埃弗里
默里·戈登·埃弗里（英語：Murray Gordon Avery，？—），新西兰、澳大利亚男子摔跤运动员。他曾代表新西兰、澳大利亚参加1978年和1982年英联邦运动会摔跤比赛，共获得二枚铜牌。